# Qeshlāq-e Zeynāl Kandī
Qeshlāq-e Zeynāl Kandī (persiska: قشلاق زینال کندی) är en ort i Iran.   Den ligger i provinsen Västazarbaijan, i den nordvästra delen av landet, 500 km väster om huvudstaden Teheran. Qeshlāq-e Zeynāl Kandī ligger 1 284 meter över havet och antalet invånare är 114.
Terrängen runt Qeshlāq-e Zeynāl Kandī är platt österut, men västerut är den kuperad.Runt Qeshlāq-e Zeynāl Kandī är det ganska tätbefolkat, med 60 invånare per kvadratkilometer. Närmaste större samhälle är Mīāndoāb, 11,0 km nordost om Qeshlāq-e Zeynāl Kandī. Trakten runt Qeshlāq-e Zeynāl Kandī består i huvudsak av gräsmarker.